# Lieucourt
Lieucourt é uma comuna francesa na região administrativa de Borgonha-Franco-Condado, no departamento de Alto Sona. Estende-se por uma área de 4,8 km². Em 2010 a comuna tinha 77 habitantes (densidade: 16 hab./km²).